# Su Lin (panda, années 1930)
Ne doit pas être confondu avec Su Lin (panda, 2005).

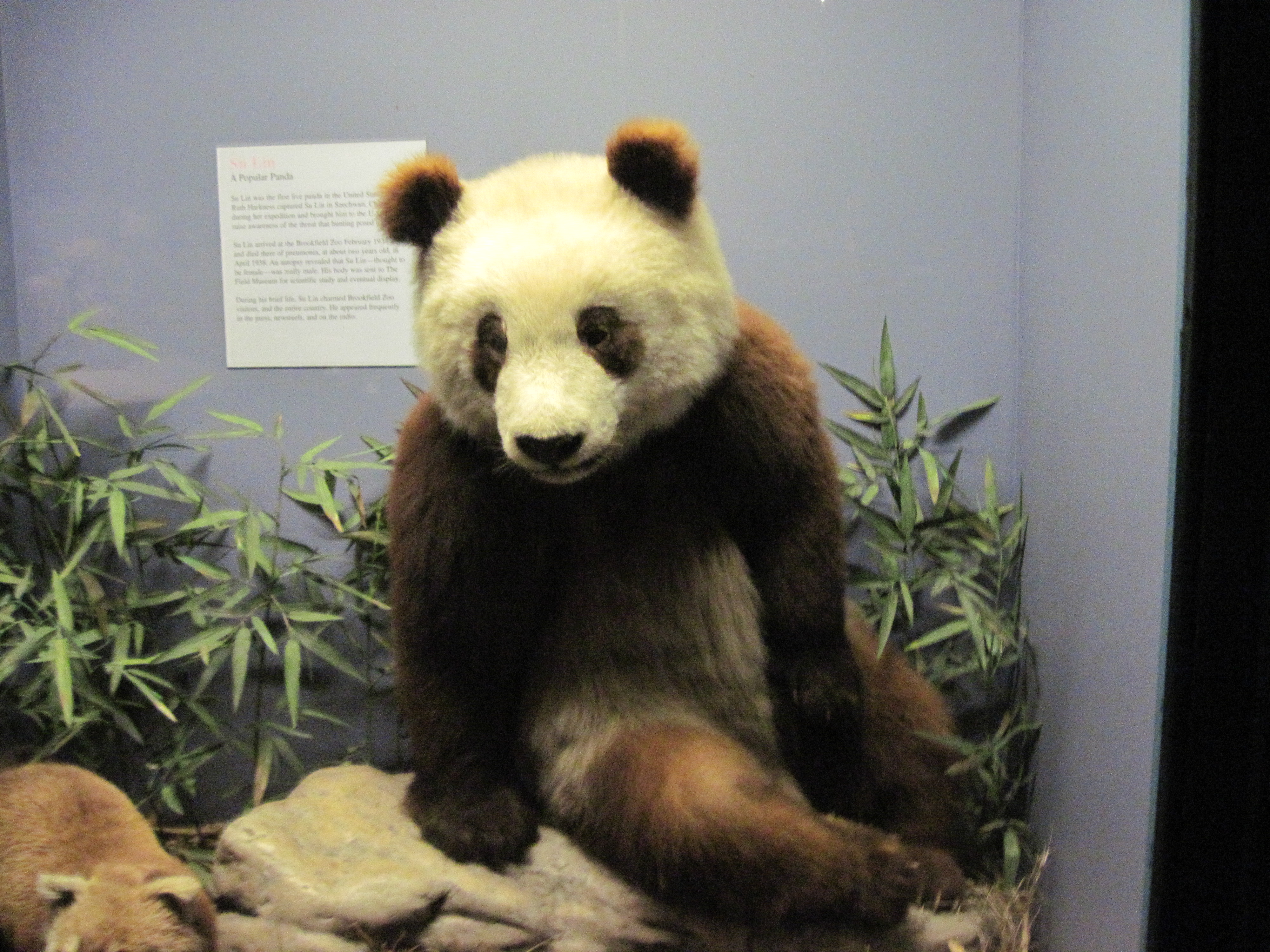
Le corps de Su Lin est maintenant exposé au Field Museum of Natural History de Chicago.

Su Lin (chinois : 苏琳) était le nom donné au petit panda géant capturé en 1936 et amené en Amérique par l'exploratrice Ruth Harkness (en). Étant, le premier panda exposé en dehors de la Chine, il mourra deux ans plus tard, mais marqua le début d'une vaste série de pandas emmenés de Chine à l'étranger.

## Histoire
Harkness mentionna dans son livre de 1938 The Baby Giant Panda que la capture avait eu lieu à moins d'une journée de marche du fleuve Min, dans le Sichuan. Su Lin, âgé d'environ 9 semaines au moment de sa capture, fut nommé d'après Su-Lin Young, la belle-sœur du partenaire d'expédition sino-américain de Harkness, Quentin Young . Harkness traduisit Su Lin comme signifiant « un peu de quelque chose de très mignon ». (Harkness et Young ne savaient pas que le bébé panda était en fait un mâle).
Harkness retourna en Amérique avec le petit nourri au biberon, et Su Lin devint le premier panda vivant à être exposé aux États-Unis. En avril 1937, le panda fut acheté par le zoo de Brookfield, dans la banlieue de Chicago, où il fut visité par des célébrités telles que Shirley Temple, Kermit Roosevelt et Helen Hayes. Harkness amena un deuxième panda, Mei-Mei, afin de tenir compagnie à Su Lin en février 1938. Cependant, les deux animaux ne s'entendirent pas et furent rapidement séparés. Su Lin mourut d'une pneumonie quelques semaines seulement après l'arrivée de Mei-Mei. Il fut remplacé par Mei-Lan l'année suivante.